# Bartolomeu Dias
Pour les articles homonymes, voir Dias.
Bartolomeu Dias, en français Bartolomeo Diaz, né vers 1450 à Algarve (Portugal) et mort le 29 mai 1500 en mer au large du cap de Bonne-Espérance, est un explorateur portugais, le premier navigateur européen qui ait atteint l'extrémité sud de l'Afrique.
C'est une étape cruciale dans l'exploration de la côte de l'Afrique lancée vers 1415 par l'infant Henri le Navigateur, puisqu'elle prouve qu'il est possible de passer de l'océan Atlantique à l'océan Indien. L'étape suivante est l'expédition commandée par Vasco de Gama qui atteint l'Inde (Calicut). Dias participe d'ailleurs à ce voyage. 
En 1500, il accompagne aussi Pedro Álvares Cabral au cours du voyage vers l'Inde marqué par la découverte du Brésil ; quelques semaines après, le navire où il se trouve fait naufrage au sud de l'Afrique.

## Contexte: les découvertes portugaises duXVesiècle
Au cours du XVe siècle, le Portugal, sous la conduite de l'infant Henri le Navigateur, tente d'atteindre le royaume du Prêtre Jean, situé à l'est de l'Afrique dans le but de conclure avec lui une alliance pour prendre en tenaille les Turcs ottomans. Il s'agit aussi et surtout de chercher une route maritime directe vers les «Indes» (l'Asie orientale) pour y trouver des épices.

## Biographie

### Origines familiales et formation
Son père, Dinis Dias, sur lequel on sait assez peu de choses, aurait, durant les années 1440, commandé des expéditions maritimes le long de la côte du Nord de l'Afrique, découvrant le cap Vert et l'île de Gorée.
Dans sa jeunesse, Bartolomeu reçoit des cours de mathématiques et d'astronomie.

### L'expédition de 1486-1488

#### Projet et préparatifs
En 1486, Bartolomeu Dias est chargé par le roi Jean II de Portugal d'aller au-delà du point atteint par Diogo Cão.
Dias reçoit le commandement de deux caravelles et d'une navette de vivres.
Les Portugais emmènent deux musulmans et quatre musulmanes capturés par Diogo Cão sur la côte occidentale de l'Afrique. Ils doivent être débarqués sur la côte orientale de l'Afrique pour servir d'intermédiaire avec les populations de ces régions et recueillir des informations sur le royaume du Prêtre Jean.

#### Les voyages
L'expédition part de Lisbonne en août 1487. En décembre, elle atteint la côte de l'actuelle Namibie, le point le plus au sud atteint par Diogo Cão. Dias atteint alors Angra dos Ilhéus. Surpris par une violente tempête, il erre pendant treize jours, puis il profite des vents de l'Antarctique qui soufflent dans l'Atlantique Sud et navigue vers le Nord-Est, redécouvrant finalement une côte d'orientation nord-est-sud-ouest, située à l'est du cap de Bonne-Espérance. Continuant vers l'est, Dias dresse la carte de cette côte (actuelle Afrique du Sud) et arrive à la baie d'Algoa à 800 km à l'est du cap de Bonne-Espérance. 
Mais les équipages ne veulent pas continuer ce périple et l'obligent à prendre la direction du retour. Au passage, il découvre le cap des Aiguilles, le point le plus au sud du continent africain, puis le cap de Bonne-Espérance qu'il avait contourné en haute mer. Entre-temps, Dias érige un padrão au sommet du Kwaaihoek (en) en 1488. Il arrive à Lisbonne en décembre de la même année.
Il est ainsi le premier occidental à doubler le cap de Bonne-Espérance, qu'il nomme « cap des Tempêtes » à cause de celles qu'il y a essuyées, mais Jean II le rebaptise « cap de Bonne-Espérance », espérant que cette découverte ouvrait la route des Indes.
Il est aussi le premier navigateur européen à naviguer hors de vue de la côte dans l'Atlantique Sud, sous la contrainte d'une tempête.

### Voyages ultérieurs
Il accompagne Vasco de Gama durant son voyage en Inde en 1497-1498[réf. souhaitée].
En 1500, il accompagne Pedro Álvares Cabral au cours du voyage (vers les Indes) où est découvert le Brésil, de façon inattendue. La flotte ayant repris la direction de l'océan Indien, le navire de Bartolomeu Dias fait naufrage au passage du cap de Bonne-Espérance.
La lettre de Pero Vaz de Caminha fait de nombreuses références à ce marin, soulignant la confiance que lui accordait Cabral.

## L'arbre à poste de Mossel Bay (Afrique du Sud)
En 1500, des soldats portugais attachent au tronc d'un arbre du genre Sideroxylon à Mossel Bay, une chaussure contenant une lettre décrivant le naufrage en mer du navire de Bartolomeu Dias.
Cet arbre, vieux maintenant de six siècles, est appelé l'arbre à Poste (Post Office Tree) ; il est classé Monument National d'Afrique du Sud.

## Hommages
Son portrait a été utilisé deux fois sur les billets de banque portugais : les billets de 2000 escudos (10 euros) de 1991 à 1993, puis de 1995 jusqu'au passage à l'euro.